# 야쓰모토촌
야쓰모토촌(八基村)은 사이타마현의 북서부, 오사토군에 속했던 촌이다. 당시엔 데바카촌이였으며, 한자와군 소속이였다.

## 역사
- 1889년 4월 1일 - 정촌제 시행에 의해 한자와군 데바카촌(手計村)이 성립.
- 1890년 3월 28일 - 데바카촌이 야쓰모토촌(八基村)으로 개칭.
- 1896년 3월 29일 - 한자와군이 오사토군, 하라군, 오부스마군과 통합해 오사토군이 됨.
- 1954년 11월 3일 - 신카이촌과 합병해 (구)도요사토촌을 신설.
- 1955년 1월 1일 - (구)도요사토촌이  나카제촌과 합병해 (신)도요사토촌을 신설.
- 1973년 4월 1일 - (신)도요사토촌이 (구)후카이시에 편입됨.
- 2006년 1월 1일 - (구)후쿠이시가 오카베정, 하나조노정, 가와모토정과 합병해 (신)후카야시를 신설.

## 참고문헌
- 大日本篤農家名鑑編纂所編『大日本篤農家名鑑』大日本篤農家名鑑編纂所、1910年。